# José Santonja Gironés
José Santonja Gironés (Játiva, 7 de abril de 1897 - Cuart de Poblet, 1936) fue un sacerdote español de pensamiento carlista.

## Biografía
Estudió Latín y Humanidades en Ollería. Ingresó en el Seminario Conciliar de Valencia, donde cursó Filosofía y Sagrada Teología. Cuando tenía 23 años dijo su primera Misa, dedicándose a la enseñanza dentro de las Escuelas Pías. Se salió temporalmente de los escolapios con una salud débil y con la necesidad de atender a su madre. Se dedicó a la predicación, siendo uno de los oradores más elocuentes y populares de Valencia. Predicaba poniendo de manifiesto la contradicción entre el marxismo y el mensaje evangélico. En 1936, tras el comienzo de la Guerra Civil Española, Santonja fue encarcelado por las autoridades republicanas, exhortando y dando ánimos a sus compañeros de presidio. Fue fusilado en Cuart de Poblet.